# شحيم
شحيم هي مدينة في قضاء الشوف في محافظة جبل لبنان.

## الموقع الجغرافي
مدينة شحيم (CHEHIM هي الأكبر في قضاء الشوف وعاصمة إقليم الخروب، كما وتحتل مركز القلب فيه مما جعلها أهم مناطقه منذ العهود القديمة ويعود تسميتها لعدة تفسيرات. والواقع أن كل هذه التفسيرات تتفق مع تاريخ شحيم من حيث موقها القديم على تلال وروابي تشرف على الساحل.
عدد سكانها حوالي 50 ألف نسمة - مساحتها 80 كم2 - ترتفع عن سطح البحر 450-800 متراً وتبعد عن العاصمة بيروت مسافة 47 كم.

تحدها من الشمال: داريا، عين الحور وبرجين.
من الجنوب: مزبود وكترمايا.
من الشرق: عانوت الزعرورية ومزرعة الضهر.
من الغرب: برجا، المعنية ودلهون.

## تاريخ البلدة
هي "كتاب الصلاة والخصوبة"... وهي الجحيم على الاعداء إذ يغزونها"، شحيم هكذا ورد اصل تسميتها في الآرامية السريانية وفي كتب الاحداث والقتال ولموقعها الاستراتيجي المطل على البحر بتلالها الشامخة. لكنها ومع ذاك، تبقى حبة العقد في إقليم الخروب إذ تربط بين الكثير من "ضيعاته"، فتعتبر عاصمة إقليم الخروب، رغم أن تاريخها العتيق يعود بها حتى العصر الحجري، إذ كانت مغمورة بماء البحر، كما معظم الشرق.
نشأت فيها حضارات مهمة منها الفنيقية والرومانية التي ما زالت آثارها موجودة حتى يومنا هذا في منطقة القصر.
تنتشر فيها الأسواق التجارية بشكل يومي منها «سوق الجمعة» الشهير الذي يزوره عديد كبير من اللبنانين والأجانب، حيث يقفل قلب البلدة أمام السيارات ويتحول إلى سوق يقصده العديد من التجار والمشترين من المناطق المجاورة.
ينتشر فيها العديد من المساجد القديمة والحديثة كما والعديد من المراكز الحزبية. ويشارك أهلها في المناسبات العديدة منها: السياسية والثقافية والرياضية والكشفية.
و تتميز شحيم بكثرت أنواع اشجارها منها الصنوبر، الزيتون والسنديان...

### شحيم عبر التاريخ
تبدأ قصة شحيم عبر التاريخ في «حي الحوطة» شرقي البلدة حيث اكشتفت آثار اعتبرت الأقدم تاريخياً، وتعود لجماعة استوطنت المنطقة غابراً، وتشمل هذه الآثار مقابر مطمورة تحت طبقات من التراب، داخلها هياكل عظيمة موضوعة في جرار مدفنية كبيرة، إلى نحو 30 قطعة فخارية مختلفة الالوان والأنواع والاحجام، مع نصلين من البرونز لخنجرين يثبتان بقبضة خشبية.
لكن ابرز شواهد المراكز السكنية القديمة التي اندثرت معالمها في المنطقة، موجودة في وادي «برق» قرب «عين الخميس» التي تعرضت للنهب والتشويه منذ زمن بعيد، وفي الجهة الجنوبية من حفة الحجل حيث اكشتفت مدافن تحوي قطعاً فخارية وادوات منزلية من مادة البرونز، وذلك أثناء أعمال الحفر لبناء أحد المنازل.
وعلى الضفة الشمالية لنهر روبين المسماة رأس العين، عثر على عدة نواويس محفورة في كتلة صخرية، كما حفرت على سطح الصخرة الملساء مجار طويلة لتحويل مياه الأمطار عن فتحات النواويس، ونحتت كتل مستديرة وفجوات في الصخر لتثبيت الاغطية الحجرية فوق النواويس التي وللأسف حطمت ولم يبق لها اثر.

### قصر شحيم الأثري
على تلة في الطرف الشمالي للبلدة، في منطقة تبلغ مساحتها 40 دونماً، يقع «قصر شحيم»، وهو تجمع اثري يحوي معبداً رومانياً، ومعاصر زيتون قديمة، إلى كنيسة بيزنطية وبعض المنازل والخرائب غير المنبوشة.
ظهرت شحيم إلى الواجهة في علم الآثار في القرن الماضي حين ذكرها رينان في كتابه «بعثة إلى فينيقيا»، وروى انه تلقى (في 27 كانون الأول 1862) رسالة من مساعده «ديرغيللو» الذي كان على ما يبدو يجول في منطقة إقليم الخروب، يطلعه فيها على معلومات هامة عن قرى شحيم وبرجا وسواها. وقد ارسل له رسماً تقريبياً عن بوابة من حجارة مقصوبة كبيرة الحجم ومعها صورتان احداهما لرأس يشع منه نور الشمس. ويتابع رينان انه في الثاني عشر من شباط التالي، اخبره ديرغيللو عن آثار من الحجارة المقصوبة في شحيم وقرية فوق برجا والنبي يونس تقوم فهيا البوابة التي ذكرها له.
وفي الخمسينات استملكت مديرية الآثار اللبنانية موقع القصر والمنطقة المحيطة به واقامت على حدوده سوراً من الحجارة الأثرية. وقد باشرت حفرياتها في الستينات الا انها ما لبثت أن توقفت مع اندلاع الحرب. وظهرت في هذه الفترة القصيرة نسبياً، الأقسام الرئيسية للموقع، ومنها الأعمدة الرخامية والتيجان والكورنثية وحدود المعبد الروماني وبعض الأبنية السكنية المهدمة. كما تم العثور على تمثال لامرأة وعلى العديد من القطع الفخارية، إلى ميزان فيّم من البرونز بحالة ممتازة تم نقله إلى المتحف في بيروت.
وفي العام 1996 وصلت بعثة أثرية بولونية تتألف من خبراء وطلاب من المركز البولوني للآثار المتوسطية في جامعة فرصوفيا بالتنسيق والتعاون مع هيئة من جامعة القديس يوسف في بيروت، وباشرت أعمال التنقيب التي أثمرت اكتشافات مذهلة، ظهر على أثرها أن المعبد الروماني الصغير الذي بني في القرن الأول ميلادي مع الباحة أمامه، كان أول الإنشاءات في مجموعة الأبنية التي يتألف منها قصر شحيم.

#### المعبد الصغير
على أنقاض معبد فينيقي قديم بنى الرومان معبداً صغيراً لإله الشمس «هيليوس» والذي ظهر في اليقش المحفور على واجهة المعبد. وقد شيّد هذا المعبد في الحقبة التي شيّدت فيها قلعة بعلبك (القرن الثاني م.), وتحيط به أسوار عالية، وأنشئت داخله وحدات سكنية للبناء وأخرى للجنود والفلاحين، كما تم جرّ المياه اليه بقساطل من الفخار وجدت بقاياها أثناء عمليات التنقيب، والتي تكشف سنة بعد سنة عن الغرف التي تحيط بالمعبد.
بني المعبد من حجارة كلسية محلية، إلا أنها ضخمة على غرار البناء الروماني الذي كان سائداً آنذاك، تميزها الزخارف والنحت البارز الذي يظهر أشكالاً نباتية جميلة، إلى النقش الرشيق على الأفاريز والتنسيق بين الأعمدة والأجزاء المحمولة من المعبد.
صممت واجهة المعبد لتكون بمواجهة الشمس وهي عبارة عن أربعة أعمدة كورنثية، لم يبق منها سوى بضعة أجزاء.
يفصل بين الواجهة ومدخل المعبد رواق بعرض مترين. ويتوسط الباب الرئيسي للمدخل جدار ضخم من دون أن يكون للدرج أي اثر. وتحيط بالباب الذي كان من الخشب اخاديد ظاهرة من الجانبين، في حين تعلو العتبة زخارف بأشكال هندسية ونباتية وأفاريز يظهر في وسطها رمز القرية على ما يبدو، وهو شكل «شمس» أو كرة محاطة بجناحين يظهر الريش منهما مرسوماً بأشكال هندسية ناتئة.
والى جانب الباب الأيمن نحت بارز يمثل إله الشمس «هيليوس» على شكل نصف إنسان تحيط برأسه أهداب كأشعة الشمس، وهو الذي تحدث عنه رينان في كتابه عن شحيم.
أما التشويه الذي يظهر على وجه التمثال حالياًَ، فهو نتيجة الثورة على الوثنية وآلهتها في العصور المسيحية اللاحقة. وفي الجهة اليسرى تمثال لشخص يرفع يده اليمنى ويمثل كاهناً يقدم تضحية طقسية، وقد تم العبث بنقوشه.
القاعة الداخلية للمعبد مستطيلة، أرضيتها الأصلية غير موجودة ولا يظهر أي أثر للمذبح بسبب الركام والحجارة.
وامام المعبد لجهة الشرق تقوم ساحة خارجية بأروقتها الرئيسية الأربعة، وصفوف الأعمدة الملقاة وعلى الأرض. وقد أظهرت الحفريات لوحات من الفسيفساء مطمورة تحت طبقة من التراب، جرى نقل بعضها إلى المتحف الوطني.

#### الكنيسة البيزنطية
شيّدت هذه الكنيسة في الزاوية الشمالية الشرقية من البهو الخارجي للمعبد، ويبدو أن بعض الأبنية التابعة للمعبد أزيلت لتوفير المكان اللازم لبناء الكنيسة، وقد اتبع في تصميمها الشكل البازيلكي المعروف في القرن الرابع الميلادي خارج بيزنطية. وتنقسم الكنيسة من الداخل إلى ثلاثة أروقية يفصل بينها صفان من الأعمدة، وينتهي كل منها بانحراف لجهة الشرق. وقد أصاب هذه الكنيسة تدمير شامل بحيث لا يظهر أي شيء من زخارفها التزيينية أو رسومها بعدما تهدمت حجارتها وأعمدتها. أما الموزاييك الذي يغطي أرضها فيقوم خبراء الآثار بترميمها لما لها من قيمة تاريخية كبيرة.
وفي الباحة الخارجية للكنيسة توجد بئر ماء عثر في داخلها على هياكل عظمية وأسلحة وأدوات مختلفة، كما تظهر آثار حريق في زوايا الكنيسة وعلى لوحات الفسيفساء الأرضية في داخلها وخارجها، ما يدل على أعمال حربية أدت إلى تدمير المكان.

#### المعاصر والأبنية السكنية
وهي تشمل مساحات واسعة تحيط بالمعبد والكنيسة من الشمال والغرب والجنوب، بالجدار الشمالي للمعبد، وتتخلل كل ذلك ممرات ضيّقة تؤدي إلى بقايا غرف مهدمة من مختلف القياسات وكلها مبنية من الحجارة المقصوبة الكبيرة. وجميع الإنشاءات التي تتكون منها القرية، تدل على أنها كانت مأهولة طوال عصور عدة، كذلك فإن بعض قطع الفخار التي وجدت بين معالمها ترجح نسبيتها إلى العصر الفارسي (الخامس والرابع قبل الميلاد) والهلنستي.
إضافة إلى عشرات معاصر الزيت التي وجدت في المنطقة، وأعداد من الآبار والجدران التي تدل على وجود قرية كاملة، تمّ الكشف خلال العام الماضي ومن الناحية الشمالية للكنيسة على معصرة زيت من الحجر، بكامل مهداتها من حجر الطاحون ومكبسين وبرك لتنقية الزيت وغيرها، وهي استعملت في القرنين الخامس والسادس وما زالت محفوظة حفظاً جيداً بفعل طبقة التراب التي غطتها بسماكة مترين. وهذا ما يؤكد ان المنطقة كانت زراعية- صناعية غنية. ويبدو أن أهلها كانوا يعيشون من تصنيع الزيت وتصديره إلى الخارج عبر مرفأ الجية المجاور.

#### المدافن الأثرية والتاريخيـة
المدافن المكتشفة حتى الآن لا تتناسب مع عدد السكان الذين كانوا يعيشون في هذه القرية، خلال قرون من العهدين الروماني واليرزنطي، وهي تنحصر في الزاوية الغربية والجنوبية من المعبد. وهنالك ناووسان حجريان مرتكزان على الصخر الأساسي في الأرض، تحت جدار المعصرة الجنوبية، ويبلغ طول كل منهما نحو مترين، وقد حطمت اغطيتهما فيما لا تزال الفرزة على الحرف الأعلى للناووسين واضحة تماماً.
إلى جانب، ثلاث منفرد، موجه باتجاه معاكس لهما وما يزال غطاؤه موجوداً. وقد نقش على سطحه وزواياه باشكار تحتية مماثلة للنواويس التي عثر عليها في منطقة الإقليم، وهي من العهد الروماني، ويرجح وجود نواويس كثيرة أخرى لا تزال مطمورة في هذه الناحية التي تضم مدافن القرية الرومانية القديمة.
وبالرغم من المظاهر العادية لهذه النواويس فإن وجودها داخل القرية، يدل على انها عائدة للحكام والقادة الذين سكنوا القرية قديماً.
وقد اكتشفت هذه المدافن وغيرها في اعالي التلة عند عين الباروك وفي السفوح الشرقية لموقع القصر وفي الوادي الذي يمتد تحته ويضم احداها تسعة نواويس محفورة في الصخر داخل غارة مدفنية.
المدافن الحديثة
يوجد في شحيم عـدة مدافــن رسمية، حيث جبانة وسط البلدة في حي البيادر بالقرب من مدرسة شحيم الرسمية الأولى، وجبانة أخرى في منطقة ريبــون «روبين» واستحدثت جبانة كبيرة أخرى في جبل سويد، إضافة إلى جبانة مرج علي وجبانة عائلية خاصة بآل فــواز.

## الحارة الشمالية
مع الدخول إلى الحارة الشمالية لبلدة شحيم نعود بالزمن إلى التراث اللبناني القديم، فبيوتها المتلاصقة تعيدنا إلى وقت كان الأقدمون متكاتفين تقربهم وتجمعهم محبة وانصهار تتمثل باتحاد بنائي هو أحد وسائل مواجهة الاغراب والمعتدين. وتشكل الحارة الشمالية، العابقة بروائح الماضي والمميزة ببوابتيها التراثيتين، وبمسجدها القديم، احياء شحيم القديمة التي تفخر بشوارعها الضيقة وبعض ابنيتها القديمة. وتتميز الحارة الشمالية أيضاً بطريقة تصريف مياه الأمطار، البدائية انما الفعالة.
وتشكل هذه الحارة أحد أهم المعالم المتبقية من تراث بلدة شحيم القديم الذي ينبغي المحافظة عليها وتأهيله وانماؤه، ليصبح بدوره مركز جذب سياحي اسوة بباقي المناطق السياحية في البلدة.
في البلدة أيضاً، وفي منطقة سياحية بعيدة حافظ الاهالي على الطواحين القديمة العاملة على المياه والتي كانت في الماضي الطريقة الوحيدة لطحن القمح وصنع الطحين والخبز، وقد بنيت حولها المطاعم في احضان الطبيعة الخلابة.
تزخر شحيم بالمقامات الدينية التي تنتشر في ضواحي البلدة ومنها مقام «أبو الوفاء». ومقام النبي اروبين ومقام محمد أبو الزرد ومقام الشيخ عبد الله إضافة إلى ثمانية مساجد قديمة وجديدة.

## شحيم في التاريخ الحديث
عاصرت شحيم احداث لبنان في التاريخ الحديث منذ عهد الامارتين المعنية والشهابية فقد تعرضت للهجوم أكثر من مرة خلال النزاعات والحروب بين الولاة العثمانيين والاقطاعيين، ثم شاركت في التطورات السياسية والصراعات الحزبية في عهد المتصرفية والانتداب وصولاً إلى عهد الاستقلال.
ويبدو أن شحيم في القديم، لا سيما في عهد المعنيين والشهابيين، كانت قرية متوسطة عدد السكان، وتعتبر القرية القديمة المعروفة بالحارة الشمالية النواة الأولى للقرية .وكانت تشكل مثالا للقرى والبلدات القديمة ذات الأزقة والزواريب الضيقة والبيوت المتلاصقة وتلتقي عند ساحة القرية . وكانت البيوت المتلاصقة تشكل أسوارا خارجية للقرية ولها مدخلان: بوابة شمالية، ومدخل جنوبي يعلوه عقد، وكانت طرقاتها الضيقة مرصوفة بالحجر وفي وسطه مجرى لمسيل الماء . وعندماضربها الزلزال الذي أصاب لبنان عام 1956 تهدم كثير من بيوتها القديمة التي كانت عبارة عن أقبية- من الحجر والتراب على شكل قناطر تسمى «العقد». وقد مات جراءذلك حوالي ستة وثلاثون شخصا من أهاليها معظمهم في حي الحارة الشمالية القديمة . وبعد الزلزال توسعت مدينة شحيم إلى مناطق جديدة وقامت مصلحة التعمير التي انشئتها الدولة لمساعدة الأهالي في ترميم بيوتهم المتضررة ومنحهم بيوتا جديدة ببناء مساكن عرفت بمساكن التعمير في منطقة الرويس كما في منطقة مرج علي - الشاوية وفي منطقة الجرد، وهما تلتان مرتفعتان تطلان على قرى اقليم الخروب وترتفعان عن سطح البحر حوالي 750 مترا . وتجدر الإشارة إلى ان بعض سكان شحيم كان ينتقل قديما شحيم في فصل الصيف إلى منطقة الفخارة وهي تلة كبيرة مرتفعة وطويلة، ممتدة من الشرق إلى الغرب إلى شمال القرية القديمة وتطل على القرية وعلى قرى الإقليم الجنوبي المطل على مدينة صيدا والجنوب على امتداد النظر، وكانت الفخارة معروفة بغزارة ينابيعها وسواقيها وأهمها عين الفخارة، وبوفرة محصولها من العنب والتين والزيتون والخروب . وكان يقوم في قرية شحيم سراي الحكومة في عهد الامارة الا انها هدمت واقيم مكانها معصرة للزيت. حديثاً بدأ العمل ببناء سراي شحيم الحكومي في منطقة الجرد في موقع جغرافي مميـّــز، تزامن ذلك مع البدء بشق طريق من مجاز شحيم الجديد إلى السراي الجديد.
وفي الساحة أيضاً بني جامع شحيم القديم المسمى «جامع الساحة» الذي هدمه زلزال 1956 مع الابنية القديمة المجاورة له. وقد اكتشفت تحت أساسته خواب فخارية مليئة بالزيت مع اغطيتها، إضافة لأثاث المنازل القروية وهياكل عظيمة للذين قضوا في الزلزال الأول (1956).

### الصناعة
اشتهرت شحيم في ما مضى بصنع النسيج من الديما والحرير الوطني المسمى بـ«السلب»، وكان يصنع من خيوط الحرير المحلولة على دولاب الحلالة؛ وتفردت البلدة بصنع نسيج المضارب والبسط من شعر المواشي. وفي الماضي كان يوجد في البلدة نحو ألف دولاب لغزل صوف الغنم وشعر الماعز المحلول الذي يؤتى به من أوروبا وأفريقيا الشمالية وسوريا والهند وباكستان والعراق وتركيا، فيغزل ويحاك في شحيم على أكثر من ثلاثمائة نول، لتصدّر البلدة بسطاً وسلباً وخيماً إلى مختلف المناطق، وخاصة إلى البدو الضاربين بوادي سوريا والعراق من جبال طوروس إلى البصرة ومصر.
أما الصناعة المتبقية اليوم في شحيم فهي قليلة جداً وتقتصر على المجهود الشخصي . وتنتشر النشاطات التجارية والصناعية حالياً على جوانب الطرق الرئيسية والفرعية.

### الزراعة
تعتبر تربة البلدة والمناطق المجاورة فقيرة نسبياً، ولا يمكن زراعتها إلا بأشجار تناسب هذا النوع من التربة. فهنالك بعض كروم العنب، وبساتين الزيتون، فيما تستورد شحيم حاجتها من الخضار والفاكهة من المناطق الأخرى.
احتفظت الأماكن والعيون في شحيم بأسمائها العربية والأعجمية القديمة ومنها عيون لا تزال تغذي شرايين الحياة في البلدة. ففي الجهة الجنوبية تقع عين الخميس في منطقة «وادي برق»، وتتفجر في وسطه ينابيع عدة منها عين الجسر وعين الخربة. وفي أعلى الوادي «المزراب» و«القناة» و«عين الخربة الفوقا» و«عين يوسف» التي اندثرت واختفت معالمها مع شق طريق مجاز شحيم في العام 2012.
أما في الجهة الشمالية والشرقية من شحيم فهنالك «عين الجديدة»، و«عين حسينة» و«الناعورة» و«عين التيّاب» التي جرت مياهها إلى شحيم في أوائل القرن الماضي. وفي أقصى الشمال هنالك ساقية المرجيّات، وفي الشرق توجد «عين الباروك» و«عين شوعة» و«عين الفخّارة».

### تربوياً
تعتبر شحيم من أكبر قرى وبلدات الإقليم، وهذا ما جعلها تتصدر القمة التربوية فيه، حيث تبلغ نسبة المتعلمين من أبناء البلدة نحو 90%. ويوجد في شحيم ثماني مدارس رسمية مختلطة، وثانوية رسمية واحدة، وخلال فترة الحرب الأهلية في ثمانينات القرن الماضي قامت جمعية التنمية التابعة لحزب الاتحاد الاشتراكي العربي ببناء مجمع خالد بن الوليد التربوي في منطقة جبل سويد إلى الجهة الشمالية الغربية من البلدة وأشرف على بنائه المربي الأستاذ ناظم الحاج شحادة وانتهى العمل به في مطلع التسعينات، وقد اشترته الدولة اللبنانية منذ حوالي عشر سنوات وجعلته مجمعاً تربوياً يضم الثانوية الرسمية إضافة إلى متوسطتين إحداها متوسطة شحيم الرسمية الثانية والأخرى مدرسة ضهور شحيم الرسمية، وفيها أيضاً ست مدارس خاصة ما بين ثانوية وتكميلية. وتعتبر البلدة، بسبب ازدهار قطاع التعليم وتعلّق أبناء البلدة بالتحصيل العلمي، وبسبب غياب الإمكانيات الزراعية والصناعية، أكبر خزان لموظفي الدولة في جميع إداراتها ومؤسساتها.
كما يوجد في البلدة العديد من الدوائر الرسمية وعدد من الجمعيات الأهلية والأندية وتبلغ 14 نادياً. وتعمل هذه الأندية في المجالات الرياضية بشكل أساسي إلى بعض المجالات الثقافية والاجتماعية.
ترفع بلدية شحيم شعاراً يمثل القلعة الرومانية إضافة إلى يدين متكاتفتين دليل تضامن أهل البلدة، ومشعل النور والعلم، ودولاب التراث الذي يخبّر عن تاريخ البلد في صناعة الغزل، كلها قرب كتاب المعرفة المفتوح دائماً وأبداً.
ولعـل في رفـع هذا الشعار المعبّر إعلاناً عن نية ثابتـة لدى البـلدية، كما لـدى أهالي البـلدة وسكـانها، على استعادة الماضي المجـيد وإعادة إطلاق عجلة التصنيع والتصدير كما كانت دائماً عبر التاريخ.

## بلدية شحيم
العنوان: الطريق العام - بلدية شحيم - قضاء الشوف.
تقوم بلدية شحيم منذ 4 سنوات ببناء القصر البلدي وذلك على عقار منخفض على مفترق طريق البرجيـن ـ بيروت بالقرب من بنك الموارد.